# Nuria Marqués
Nuria Marqués Soto (Barcelona, 4 de mayo de 1999) es una deportista española que compite en natación adaptada.
Ganó siete medallas en los Juegos Paralímpicos de Verano, entre los 2016 y 2024. Además, obtuvo trece medallas en el Campeonato Mundial de Natación Adaptada entre los años 2015 y 2022.

## Palmarés internacional
| Juegos Paralímpicos | Juegos Paralímpicos       | Juegos Paralímpicos | Juegos Paralímpicos                |
| Año                 | Lugar                     | Medalla             | Prueba                             |
| ------------------- | ------------------------- | ------------------- | ---------------------------------- |
| 2016                | Río de Janeiro (Brasil)   | Medalla de oro      | 400 m libre S9                     |
| 2016                | Río de Janeiro (Brasil)   | Medalla de plata    | 100 m espalda S9                   |
| 2020                | Tokio (Japón)             | Medalla de plata    | 100 m espalda S9                   |
| 2020                | Tokio (Japón)             | Medalla de bronce   | 200 m estilos SM9                  |
| 2024                | París (Francia)           | Medalla de plata    | 100 m espalda S9                   |
| 2024                | París (Francia)           | Medalla de plata    | 200 estilos SM9                    |
| 2024                | París (Francia)           | Medalla de bronce   | 4 × 100 m estilos (34 ptos.) mixto |
| Campeonato Mundial  |                           |                     |                                    |
| Año                 | Lugar                     | Medalla             | Prueba                             |
| 2015                | Glasgow (Reino Unido)     | Medalla de plata    | 400 m libre S9                     |
| 2015                | Glasgow (Reino Unido)     | Medalla de bronce   | 100 m espalda S9                   |
| 2015                | Glasgow (Reino Unido)     | Medalla de bronce   | 100 m libre S9                     |
| 2015                | Glasgow (Reino Unido)     | Medalla de bronce   | 100 m mariposa S9                  |
| 2017                | Ciudad de México (México) | Medalla de oro      | 100 m espalda S9                   |
| 2017                | Ciudad de México (México) | Medalla de oro      | 200 m estilos SM9                  |
| 2017                | Ciudad de México (México) | Medalla de oro      | 400 m libre S9                     |
| 2017                | Ciudad de México (México) | Medalla de plata    | 50 m libre S9                      |
| 2017                | Ciudad de México (México) | Medalla de plata    | 100 m libre S9                     |
| 2017                | Ciudad de México (México) | Medalla de bronce   | 100 m mariposa S9                  |
| 2019                | Londres (Reino Unido)     | Medalla de oro      | 200 m estilos SM9                  |
| 2019                | Londres (Reino Unido)     | Medalla de bronce   | 4 × 100 m estilos (34 ptos.)       |
| 2022                | Funchal (Portugal)        | Medalla de oro      | 100 m espalda S9                   |